# سیلانپای ۱۴۴۶

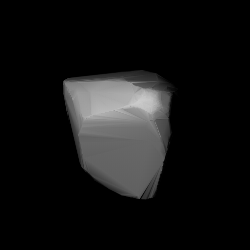
تصویر سیلانپای ۱۴۴۶

سیارک ۱۴۴۶ (به انگلیسی: 1446 Sillanpaa، نامگذاری:1938BA) هزار و چهارصد و چهل و ششمین سیارک کشف شده‌است که در ۲۶ ژانویه ۱۹۳۸ کشف شد.
قدر مطلق سیارک برابر ۱۲٫۷۰ است.